# Septocyta ruborum
Septocyta ruborum är en svampart som först beskrevs av Marie Anne Libert, och fick sitt nu gällande namn av Franz Petrak 1968. Septocyta ruborum ingår i släktet Septocyta, divisionen sporsäcksvampar och riket svampar.   Inga underarter finns listade i Catalogue of Life.

## Källor

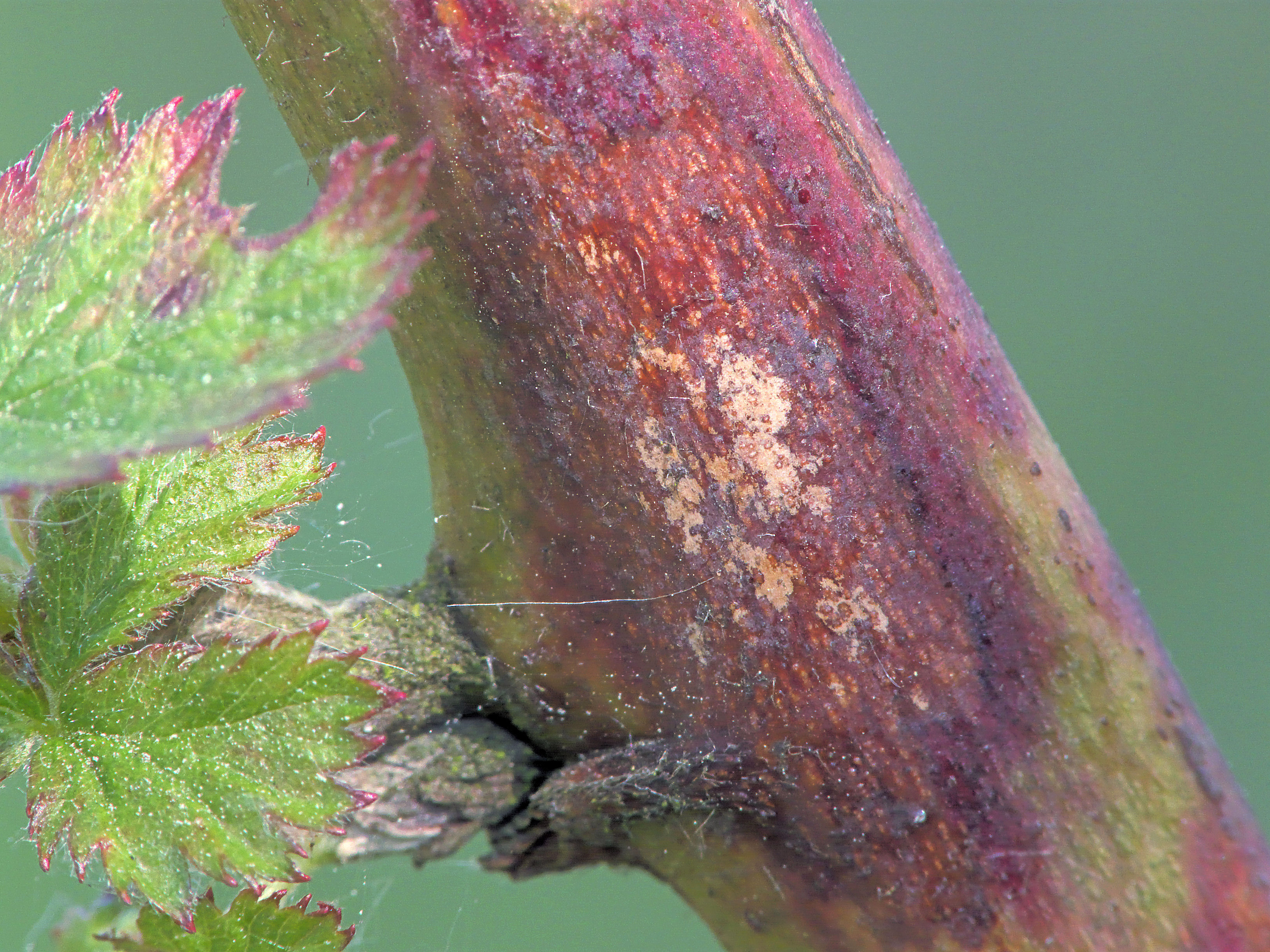